# 基什
基什（苏美尔语: Kiš，楔形文字: 𒆧𒆠，阿卡德语：kiššatu）是古代苏美尔城邦。位于今伊拉克中部的乌哈亚米尔遗址（Tell al-Uhaymir）附近，距巴比伦遗址东12公里，巴格达以南80公里。

## 历史
在苏美尔时代，基什城邦有着重要的意义。它位于苏美尔地区的北部。幼发拉底河与底格里斯河在此处距离很近，控制了基什，就意味着控制了两河流域的咽喉。
按照《苏美尔王表》，大洪水之后，王权自天而降，第一个就落到了基什，称为“基什第一王朝”，这表明基什在美索不达米亚曾经有过的霸主地位。《苏美尔王表》中基什第一王朝中有些人物可能仅是神话人物。恩美巴拉格西则是苏美尔列王中有证据可证的历史人物，可能与约公元前2800年时在位。他的儿子阿伽是史诗吉尔伽美什和阿伽中的人物，按照史诗中的记载，阿伽被乌鲁克的国王吉尔伽美什打败，但是两人最终成了朋友，可以理解为两国搭成了某种妥协。而且《苏美尔王表》中，王权在基什第一王朝的阿伽以后就转到了乌鲁克。
按照《苏美尔王表》，基什第一王朝以后是乌鲁克第一王朝，然后是乌尔第一王朝，接下来，出现了来自埃兰的阿万王朝，表明埃兰人曾经对苏美尔的一次入侵。以后，王权又一次转到了基什，称基什第二王朝，但是关于这个王朝，除了《苏美尔王表》的关于其列王名字的记载以外，今天的人们一无所知。，在《苏美尔王表》以后又出现过一个基什第三王朝，其国王是位女性Kug-Baba，而这位女王的儿子开始的基什列王被安排在了基什第四王朝中。
基什第四王朝应该是与拉格什第一王朝处于同一时代，而且阿卡德王国的开创人萨尔贡早年曾是基什第四王朝国王Ur-Zababa的侍从。此后，约公元前2335年萨尔贡统一整个美索不达米亚，作为政治上独立的基什城邦不再存在。但是作为一座重要城市，基什此后又存在了二千多年，大约于波斯萨珊王朝（226年-651年）时期才废弃，成为废墟。

## 现代发掘
由Henri de Genouillac率领的法国考古队于1912年至1914年发掘了基什遗址。此后，一支英美考古队于1923年至1933年再次进行了发掘。
一支来自日本国史馆大学的队伍于1988，2000，2001年进行过发掘。

## 基什之王
在苏美尔列王中，“基什之王”是个特殊的称号，自称为“基什之王”的人，通常是在政治上军事上取得相当优势的君主（有时甚至并没有实际占领基什）。这可能跟早期基什的强大有关，称“基什之王”，就意味着是美索不达米亚的霸主。但现在也有研究者认为，称“基什之王”可能有宗教或其他原因。
有据可查的最早称“基什之王”的非基什人，是麦西里姆，不清楚他是否曾经占领基什，但他曾经调停过拉格什与温马王的领土纠纷，所以肯定是有相当政治地位的君主。拉格什第一王朝的有些强大君主也自你为“基什之王”，这些国王的名字均未出现在《苏美尔王表》中。
阿卡德王国统一美索不达米亚后，王国的前三位统治者也自称基什之王。